# Barbulifer enigmaticus
Barbulifer enigmaticus es una especie de pez de la familia de los Gobiidae en el orden de los Perciformes.

## Morfología
- Los machos pueden llegar a alcanzar los 2,4 cm de longitud total.
- Número de vértebras: 27.[1]

## Hábitat
Es un pez de mar y de clima tropical y asociado a los arrecifes de coral. 

## Distribución geográfica
Río de Janeiro y São Paulo.

## Observaciones
Es inofensivo para los humanos. 